# Schönborn (Brandenburg)
Schönborn település Németországban, azon belül Brandenburgban. Lakosainak száma 1473 fő (2023. december 31.).

## Népesség
A település népességének változása:
| Lakosok száma | 1551 | 1524 | 1490 | 1483 | 1473 |
|               | 2017 | 2019 | 2021 | 2022 | 2023 |